# 奈良街道
奈良街道（ならかいどう）・大和街道（やまとかいどう）は、奈良県あるいは大和国に向かう街道の総称。歴史的理由からも地理的理由からも複数のルートが存在する。

## 京都府から奈良県
京都府から伏見を経て奈良に至る街道は、一般的に「奈良街道」あるいは「大和街道」と呼ばれる。奈良側からは「京街道」ともいうが大和国(奈良県)内の道のりが短いこともあり一般的ではない。京都・伏見間は山沿いの「伏見街道」と、平野部の「竹田街道」の2ルートがある。また、髭茶屋追分で旧東海道（三条街道）と分岐、山科盆地を南下し六地蔵から宇治・大久保に至る経路も「奈良街道」と言う。

## 大阪府から奈良県
- 古堤街道 - 大阪市から生駒山地の北側を山越えし、生駒に至る街道。現在の大阪府道701号中垣内南田原線に相当する。
- 暗越奈良街道 - 大阪から生駒山地の暗峠を越えて奈良に至る街道。現在の国道308号に相当する。

### 竜田越
広義ではいくつかのルートが存在するが、いずれも「龍田」（現在の斑鳩町龍田、龍田神社付近）を経由する。
- 竜田越奈良街道 - 狭義の「竜田越」。大和川右岸に沿って通る。現在の国道25号に相当する。三郷町の龍田大社付近を通るが、付近にあるとされる「竜田山」を越えるからついた名称とされる。竜田山は龍田大社の西、信貴山の南にあたる山地とされる[1]が現在は竜田山という名称の山は地図には残っていない。河内国・大和国境付近にいくつかのルートがある[2]。
- 磐船街道・清滝街道 - 守口宿から東進、清滝峠を越え、四條畷市北田原地区で天野川、竜田川沿いを南下し、龍田で竜田越に合流するルート。現在の国道163号と国道168号に相当する。
- 俊徳街道・十三街道 - 八尾市・平群町の「十三峠」を越えて、竜田川沿いを南下し、龍田で竜田越に合流するルート。
- 立石街道・おおと街道 - 八尾市・平群町を経由する。平群町で十三街道・清滝街道に合流する。

## 三重県から奈良県
関宿から伊賀上野を経由して奈良へ至る道を「大和街道」と言う。現在の国道25号および国道163号に相当する。
また、安濃津から伊賀街道・大和街道を経由して奈良へ通じる道を、かつては「伊賀越えならみち」「奈良道」と言った。現在では、五百野（津市美里町）で伊賀街道と分岐し、久居城下を経て月本追分（松阪市中林町）で伊勢街道と合流する区間が「奈良街道」と称される。